# Salmodia
La salmodia è il canto o la lettura recitata dei salmi; la salmodia può essere antifonale (con due cori che si alternano), responsoriale (con il coro che si alterna al solista), diretta (se la esegue solo il coro o il solista).
Lo stile salmodico è nel canto gregoriano il più sobrio degli stili di ornamentazione. Raramente però una lettura si svolge sopra un recto tono stretto: per le formule di intonazione o di conclusione, oppure per le formule di accentuazione, una lettura può avvicinarsi allo stile neumatico.

## Stile salmodico
Lo stile salmodico è lo stile di base delle orazioni, delle letture, delle lezioni brevi e dei capitoli. Lo si ritrova nella salmodia, nei versetti e nei responsori.
La caratteristica essenziale dello stile salmodico è quella di utilizzare la stessa nota, recto tono, per interpretare più sillabe del testo, solitamente un periodo intero di una frase.
Delle formule neumatiche possono intercalarsi per evidenziare le introduzioni, le cadenze o gli accenti.
Esempio di stile salmodico: Formula di inizio della liturgia delle ore:
Il do su cui si esegue la recitazione è praticamente recto tono: il ritmo della recitazione è diretto dal ritmo dell'accentuazione latina. Il tenore non viene alterato qui che da un podatus sopra or di adjutorium e un podatus inverso su ten di intende.

## Struttura di un versetto
Il versetto di un salmo (o la frase in una lettura) incomincia con una formula di intonazione, segue un tenore e termina con una formula finale di conclusione (cadenza finale). Un versetto è generalmente composto da due membri, talvolta tre. I membri vengono separati gli uni dagli altri da una cadenza intermedia indicata con un asterisco (*).
Il tenore comprende esso stesso la sua nota di recitazione, delle formule di accento, delle formule di flessione indicate con una croce (†) che permette di inserire dei respiri e delle formule di ripresa.

## L'accentuazione del tenore
Il tenore è molto spesso cantato recto tono, numerose sillabe dunque vengono cantate sulla stessa nota. Nella notazione tradizionale, ogni sillaba viene rappresentata con una nota separata.
Nei tenori lunghi o più ornati, certi accenti vengono sottolineati sia con una nota più elevata di un tono o di un semitono, eventualmente preceduto da una salita anticipata sulla sillaba precedente, sia più spesso da un podatus di accento che può essere di un tono o più raramente di una terza. Questo modo di accentuazione è normalmente fisso per tutti i tenori del pezzo. Si trovano numerosi esempi nei diversi toni del salmo invitatorio, nei responsori prolissi o nelle formule salmodiche che appaiono negli altri pezzi.
L'accentuazione la si trova più sovente sull'ultimo accento che precede una formula di cadenza (accento di preparazione). Nei membri di versetti più lunghi la si può incontrare su tutti gli accenti non toccati da una formula, eccetto il primo.

## La flessione
la flessione dei toni salmodici si fa in maniera uniforme sulle sillabe che seguono l'ultimo accento del segmento della frase. Le ultime sillabe non accentuate vengono abbassate di una seconda o di una terza, secondo la formula di intonazione:
- Quando l'intonazione parte dalla quarta o dalla quinta inferiore e passa per la terza per saltare direttamente sulla corda del tenore, la flessione si fa ritornando alla terza inferiore.
- Al contrario, quando l'intonazione menziona la modulazione inferiore del tenore, la flessione ha luogo alla seconda.

## Le formule salmodiche
Le formule salmodiche tipo sono di quattro stili:
- lo stile sillabico, molto semplice, è utilizzato nella liturgia delle ore per la recitazione dei salmi, ma anche nella Messa per la cantillatio delle letture.
- lo stile neumatico o semiornato, più complesso, è utilizzato nella messa per i versetti dell'introito e del communio.
- lo stile ornato o melismatico, proprio dei responsori prolissi.
- infine la salmodia utilizzata nel Magnificat e nel Benedictus è intermedia tra lo stile sillabico e quello semiornato.

Ogni stile si realizza in otto toni secondo la classificazione dell'octoechos.

### Interpretazione delle formule accentuate
L'interpretazione della cadenza si fa a ritroso a partire dalla fine del versetto.
Le formule mediane sono sempre accentuate e possono essere a uno o due accenti, con o senza sillaba di preparazione: dipendono dal luogo dove cade l'ultimo accento dell'emistichio o talvolta dei due ultimi accenti. Questi accenti sono individuati sulla formula tipo. Se la lunghezza delle parole impone di intercalare una sillaba supplementare in una formula, questa viene indicata con una nota bianca, che può essere aggiunta o soppressa secondo l'esigenza dell'accento.
Ci possono essere una o più sillabe preparatorie all'accento nella formula. In questi casi, queste sillabe preparatorie sono messe sul versetto risalendo a partire dall'ultimo accento.

### La salmodia dell'ufficio
Le salmodie della liturgia delle ore sono molto numerose: ci sono otto tipi di intonazione e di formule mediane che non dipendono che dal tono, ma le finali sono molto variate, arrivando a una cinquantina di formule. Queste formule vengono differenziate dalla nota finale: nell'esempio sopra, la formula "1G" significa che si tratta della prima formula che termina sopra un sol (G nella notazione tradizionale anglosassone La=A; Si=B...).
Intonazione
Il versetto ha una formula di intonazione che è utilizzata solo dal primo versetto del salmo. Gli altri versetti vengono intonati direttamente recto tono.
Tenore
Il tenore è qui indicato da un grande rettangolo bianco: è una nota unica sopra la quale il corpo del versetto sarà cantato.
Flexa
Certi versetti possono avere delle flessioni indicate con una crocetta †. La formula della flexanon è indicata, ma è abbastanza semplice: 
- L'ultima sillaba accentuata è sul tenore, poi la voce si abbassa di uno o due toni.
- Si abbasserà di un tono nei casi in cui l'intonazione passa dal tono inferiore al tenore e di una terza nei casi in cui l'intonazione fa lo stesso salto di una terza.

Qui, nel tono "1G", la flexa sarà dunque di un tono. Dopo la flexa, la ripresa si fa direttamente sul tenore.
Cadenza mediana
Nei versetti del salmo, la cadenza mediana viene indicata con un asterisco "*". Segue una formula accentuata, secondo le regole dette sopra.
Ripresa
La ripresa del secondo emistichio si fa generalmente recto tono nella salmodia semplice.
Formula finale
La formula finale può essere a uno o due accenti, con o senza sillaba di preparazione. Viene eseguita secondo le stesse regole della cadenza mediana.

### Salmodia della Messa
La salmodia della Messa la si incontra sui versetti dell'introito e su certe formule dell'Asperges me.
Le intonazioni, cadenze e mediane seguono le stesse regole della salmodia dell'ufficio. La sola differenza è che se ci sono più versetti, l'intonazione deve essere ripetuta ogni volta. È il caso particolare anche per il canto della dossologia del Gloria in excelsis Deo, che riceve sistematicamente una intonazione.
La principale differenza tra i versetti dell'ufficio e quelli dell'introito la si trova nella conclusione dei versetti che segue una formula fissa pentasillabica: si contano cinque sillabe prima della fine del versetto e queste sillabe ricevono i cinque neumi della formula finale, indipendentemente del posto degli accenti.
I versetti dell'introito sono spesso seguiti da una formula-tipo indicata dalle lettere "E U O U A E". Si tratta di una rappresentazione convenzionale abbreviata della formula "sae-cu-lo-rum, a-men", che permette di sapere dove cadono le cinque ultime sillabe della dossologia in rapporto alla formula musicale di conclusione.

### Salmodia dei responsori prolissi
I responsori prolissi corrispondono ad uno stile sillabico, persino melismatico. Possiedono una struttura più complessa dei precedenti, che impone in pratica di essere notata.
- La formula di intonazione è spesso accentuata e possiede tre sillabe di preparazione.
- I tenori sono talvolta accentuati e possono presentare dei pes di accento che rompono l'uniformità del versetto.
- La formula mediana è sempre ricca, accentuata e possiede tre sillabe di preparazione.
- È sempre presente una formula di ripresa per il secondo emistichio. Questa formula non viene utilizzata però nella dossologia finale che è troppo corta e attacca dunque direttamente sul tenore.
- La formula finale è sempre pentasillabica, come per i versetti dell'introito, ma è molto riccamente ornata.

Si noterà che il responsorio non termina sulla salmodia, ma riprende l'antifona iniziale. La nota finale della formula pentasillabica non corrisponde dunque necessariamente a quella del modo.

### La salmodia del Magnificat e del Benedictus
I cantici del Magnificat e del Benedictus possono essere salmodiati sui toni dell'ufficio, con la differenza che l'intonazione viene ripresa a ogni versetto.
Possono ugualmente essere salmodiati sopra un tono solenne, intermedio tra la salmodia dell'ufficio e quella della Messa, dove la mediana è quella dei versetti dell'introito.
Il Magnificat ha la particolarità che il primo versetto Magnificat anima mea Dominum non possiede una cadenza mediana. In questo primo versetto, per la sua brevità, l'intonazione si concatena direttamente sulla formula finale.